# Campeonato Sul-Americano de Futebol Feminino de 2010
O Campeonato Sul-Americano de Futebol Feminino de 2010 foi a sexta edição do campeonato, que ocorre no Equador entre 4 e 21 de novembro de 2010.
O torneio qualificou duas seleções para a Copa do Mundo de Futebol Feminino de 2011, que terá lugar na Alemanha entre 26 de junho e 17 de julho de 2011 e para o torneio de futebol dos Jogos Olímpicos de 2012, em Londres.
A Seleção Brasileira sagrou-se campeã e garantiu a vaga no Mundial e nas Olimpíadas com uma rodada de antecedência, após a vitória por 5 a 0 sobre a Seleção Colombiana e o empate sem gols entre Chile e Argentina.

## Seleções participantes
Participaram as dez seleções nacionais de futebol feminino afiliadas à Confederação Sul-Americana de Futebol (CONMEBOL).
| Grupo A - Equador - Argentina - Bolívia - Peru - Chile | Grupo B - Brasil - Colômbia - Venezuela - Paraguai - Uruguai |

## Sedes
As cidades e estádios que sediaram as partidas do Sul-Americano feminino foram anunciadas em 2 de setembro de 2010:
| Cidade    | Estádio                            | Capacidade |
| --------- | ---------------------------------- | ---------- |
| Latacunga | Estádio La Cocha                   | 15 220     |
| Ambato    | Estádio Bellavista                 | 19 337     |
| Riobamba  | Estádio Olímpico                   | 18 936     |
| Loja      | Estádio Federativo Reina del Cisne | 14 934     |
| Cuenca    | Estádio Alejandro Serrano Aguilar  | 20 730     |
| Azogues   | Estádio Jorge Andrade Cantos       | 8 500      |
| Quito     | Estádio Olímpico Atahualpa         | 40 948     |

## Primeira fase
Todas as partidas seguem o fuso horário do Equador (UTC-5).

### Grupo A
| Seleção   | P | J | V | E | D | GP | GC | SG |
| --------- | - | - | - | - | - | -- | -- | -- |
| Chile     | 9 | 4 | 3 | 0 | 1 | 9  | 4  | +5 |
| Argentina | 9 | 4 | 3 | 0 | 1 | 7  | 2  | +5 |
| Equador   | 9 | 4 | 3 | 0 | 1 | 8  | 6  | +2 |
| Bolívia   | 3 | 4 | 1 | 0 | 3 | 5  | 11 | -6 |
| Peru      | 0 | 4 | 0 | 0 | 4 | 3  | 9  | -6 |

| 4 de novembro | Argentina                        | 3 – 0     | Bolívia | Estádio La Cocha, Latacunga |
| 17:00         | Ojeda 6', 39' (pen) · Banini 51' | Relatório |         | Árbitro: VEN Yanina Mujica  |

| 4 de novembro | Equador      | 1 – 2     | Chile                    | Estádio La Cocha, Latacunga   |
| 19:00         | Quintero 42' | Relatório | Quezada 2' · Salgado 44' | Árbitro: BRA Ana Karina Alves |

| 6 de novembro | Chile    | 1 – 2     | Argentina        | Estádio Bellavista, Ambato  |
| 17:00         | Lara 84' | Relatório | Pereyra 40', 70' | Árbitro: COL Adriana Correa |

| 6 de novembro | Equador                     | 2 – 1     | Peru        | Estádio Bellavista, Ambato  |
| 19:00         | Quintero 22' · Palacios 78' | Relatório | Tristán 15' | Árbitro: PAR Norma González |

| 8 de novembro | Chile                            | 3 – 0     | Bolívia | Estádio Olímpico, Riobamba    |
| 17:00         | Lara 8' · Zamora 41' · Araya 59' | Relatório |         | Árbitro: BRA Ana Karina Alves |

| 8 de novembro | Argentina                 | 2 – 0     | Peru | Estádio Olímpico, Riobamba     |
| 19:00         | González 66' · Blanco 68' | Relatório |      | Árbitro: URU Gabriela Bandeira |

| 10 de novembro | Peru         | 1 – 3     | Chile                     | Estádio Bellavista, Ambato |
| 17:00          | Chirinos 45' | Relatório | Aedo 10' · Araya 57', 90' | Árbitro: VEN Yanina Mujica |

| 10 de novembro | Bolívia                                  | 3 – 4     | Equador                                      | Estádio Bellavista, Ambato  |
| 19:00          | Loayza 30' · Benavidez 70' · Padilla 87' | Relatório | Sánchez 49', 53' · Freire 68' · Quintero 73' | Árbitro: COL Adriana Correa |

| 12 de novembro | Bolívia         | 2 – 1     | Peru         | Estádio Olímpico, Riobamba     |
| 17:00          | Loayza 29', 61' | Relatório | Chirinos 22' | Árbitro: URU Gabriela Bandeira |

| 12 de novembro | Equador       | 1 – 0     | Argentina | Estádio Olímpico, Riobamba  |
| 19:00          | Rodríguez 34' | Relatório |           | Árbitro: PAR Norma González |

### Grupo B
| Seleção   | P  | J | V | E | D | GP | GC | SG  |
| --------- | -- | - | - | - | - | -- | -- | --- |
| Brasil    | 12 | 4 | 4 | 0 | 0 | 13 | 1  | +12 |
| Colômbia  | 9  | 4 | 3 | 0 | 1 | 17 | 2  | +15 |
| Paraguai  | 6  | 4 | 2 | 0 | 2 | 8  | 6  | +2  |
| Venezuela | 3  | 4 | 1 | 0 | 3 | 5  | 15 | -10 |
| Uruguai   | 0  | 4 | 0 | 0 | 4 | 2  | 21 | -19 |

| 5 de novembro | Paraguai | 0 – 3     | Colômbia                              | Estádio Federativo Reina del Cisne, Loja |
| 17:00         |          | Relatório | Domínguez 18' · Usme 46' · Rincón 70' | Árbitro: ARG Estela Álvarez              |

| 5 de novembro | Brasil                                                       | 4 – 0     | Venezuela | Estádio Federativo Reina del Cisne, Loja |
| 19:00         | Aline Pellegrino 26', 30' · Cristiane 42' · Renata Costa 60' | Relatório |           | Árbitro: BOL Sirley Cornejo              |

| 7 de novembro | Venezuela | 0 – 4     | Paraguai                                | Estádio Federativo Reina del Cisne, Loja |
| 11:00         |           | Relatório | Quintana 49' · Villamayor 56', 59', 80' | Árbitro: CHI Carolina González           |

| 7 de novembro | Uruguai | 0 – 4     | Brasil                              | Estádio Federativo Reina del Cisne, Loja |
| 13:00         |         | Relatório | Cristiane 15', 40' · Marta 36', 57' | Árbitro: ECU Juana Delgado               |

| 9 de novembro | Colômbia                                                             | 5 – 0     | Venezuela | Estádio Jorge Andrade Cantos, Azogues |
| 14:00         | Arias 27' · Rodallega 45' · Peralta 56' · Rincón 58' · Velásquez 73' | Relatório |           | Árbitro: PER Silvia Reyes             |

| 9 de novembro | Paraguai                                                        | 4 – 0     | Uruguai | Estádio Jorge Andrade Cantos, Azogues |
| 16:00         | Villamayor 29' · Galeano 38' · Quintana 42' · Vásquez 89' (pen) | Relatório |         | Árbitro: BOL Sirley Cornejo           |

| 11 de novembro | Venezuela                                              | 5 – 2     | Uruguai                    | Estádio Alejandro Serrano Aguilar, Cuenca |
| 17:00          | Vizo 4', 17' · Quintero 31' · Torres 78' · Altuber 83' | Relatório | Viera 42' · Bizamberri 66' | Árbitro: ECU Juana Delgado                |

| 11 de novembro | Colômbia  | 1 – 2     | Brasil                    | Estádio Alejandro Serrano Aguilar, Cuenca |
| 19:00          | Muñoz 57' | Relatório | Cristiane 13' · Marta 28' | Árbitro: ARG Estela Álvarez               |

| 13 de novembro | Uruguai | 0 – 8 | Colômbia                                                                           | Estádio Alejandro Serrano Aguilar, Cuenca |
| 14:00          |         |       | Usme 35' · Rincón 41', 80' · Castro 45', 84' · Montoya 82' · Arias 84' · Vidal 88' | Árbitro: CHI Carolina González            |

| 13 de novembro | Brasil                         | 3 – 0 | Paraguai | Estádio Alejandro Serrano Aguilar, Cuenca |
| 16:00          | Cristiane 18', 36' · Marta 57' |       |          | Árbitro: PER Silvia Reyes                 |

## Fase final
| Seleção   | P | J | V | E | D | GP | GC | SG  |
| --------- | - | - | - | - | - | -- | -- | --- |
| Brasil    | 9 | 3 | 3 | 0 | 0 | 12 | 1  | +11 |
| Colômbia  | 4 | 3 | 1 | 1 | 1 | 2  | 6  | -4  |
| Chile     | 2 | 3 | 0 | 2 | 1 | 2  | 4  | -2  |
| Argentina | 1 | 3 | 0 | 1 | 2 | 0  | 5  | -5  |

Todas as partidas seguem o fuso horário do Equador (UTC-5).
| 17 de novembro | Chile    | 1 – 1     | Colômbia   | Estádio La Cocha, Latacunga |
| 17:00          | Lara 61' | Relatório | Rincón 16' | Árbitro: ECU Juana Delgado  |

| 17 de novembro | Brasil                                             | 4 – 0     | Argentina | Estádio La Cocha, Latacunga |
| 19:00          | Grazi 24' · Rosana 36' · Marta 60' · Cristiane 74' | Relatório |           | Árbitro: PAR Norma González |

| 19 de novembro | Chile | 0 – 0     | Argentina | Estádio La Cocha, Latacunga |
| 17:00          |       | Relatório |           | Árbitro: VEN Yanina Mujica  |

| 19 de novembro | Brasil                                                 | 5 – 0     | Colômbia | Estádio La Cocha, Latacunga    |
| 19:00          | Érika 25' · Grazi 49' · Marta 69', 88' · Cristiane 82' | Relatório |          | Árbitro: URU Gabriela Bandeira |

| 21 de novembro | Colômbia       | 1 – 0     | Argentina | Estádio Olímpico Atahualpa, Quito |
| 12:00          | Betancourt 51' | Relatório |           | Árbitro: BOL Shirley Cornejo      |

| 21 de novembro | Chile       | 1 – 3     | Brasil                      | Estádio Olímpico Atahualpa, Quito |
| 14:00          | Salgado 45' | Relatório | Daniele 2' · Marta 36', 83' | Árbitro: ECU Juana Delgado        |

## Premiação
| Campeonato Sul-Americano de Futebol Feminino de 2010 |
| Brasil                                               |
| ---------------------------------------------------- |
| BRASIL Campeão (5º título)                           |

## Artilharia
| 9 gols (1) - BRA Marta 8 gols (1) - BRA Cristiane 5 gols (1) - COL Yoreli Rincón 4 gols (1) - PAR Gloria Villamayor 3 gols (4) - BOL Palmira Loayza - CHI Francisca Lara - CHI Karen Araya - ECU Mónica Quintero 2 gols (11) - ARG Andrea Ojeda - ARG Mercedes Pereyra - BRA Aline Pellegrino - CHI Janet Salgado - COL Katerin Castro - COL Katherine Arias | 2 gols (continuação) - COL María Usme - ECU Joshelyn Sánchez - PAR Dulce Quintana - PER Lyana Chirinos - VEN Isaura Vizo 1 gol (32) - ARG Estefanía Banini - ARG Eva González - ARG Ximena Blanco - BRA Daniele - BRA Érika - BRA Grazi - BRA Renata Costa - BRA Rosana - BOL Carla Padilla - BOL Roxana Benavidez - CHI Daniela Zamora - CHI Patricia Quesada - CHI Yanara Aedo | 1 gol (continuação) - COL Andrea Peralta - COL Carmen Rodallega - COL Daniela Montoya - COL Gisella Betancourt - COL Ingrid Vidal - COL Orianica Velásquez - COL Paola Domínguez - COL Yuli Muñoz - ECU Ingrid Rodríguez - ECU Patricia Freire - ECU Valeria Palacios - PAR Angélica Vásquez - PAR Johana Galeano - PER María Tristán - URU Carolina Bizamberri - URU Paula Viera - VEN Ariana Altuber - VEN Karla Torres - VEN Nayle Quintero |